# Alberto Palatchi
Alberto Palatchi (Barcelona, 1949), es un empresario español.
Director de la empresa española Pronovias. En octubre de 2017, Palatchi vende el 90% de la compañía de vestidos de novia que fundó su padre en 1922, a una empresa privada británica BC Partners.

Contrajo matrimonio con la española Susana Gallardo, tuvieron 3 hijos: Gabriela, Alberto y Marta. Gallardo y Palatchi se separan luego de 30 años juntos. Volvió a contraer nupcias con Zita Serrano Suñer.